# Yo soy Betty, la fea
Yo soy Betty, la fea (Betty, a Feia e Eu Sou Betty, a Feia, no Brasil) é uma telenovela colombiana produzida e exibida pela RCN Televisión entre 25 de outubro de 1999 a 8 de maio de 2001. Foi escrita por Fernando Gaitán. Considerada pelo Guinness World Records como a telenovela mais bem sucedida da história, por ser transmitida em mais de 100 países, e ser dublada em mais de 15 idiomas e 22 adaptações.
Contou com Ana María Orozco, Jorge Enrique Abello, Natalia Ramírez, Lorna Paz, Ricardo Vélez, Mario Duarte e Celmira Luzardo nos papéis principais.

## Enredo
A sonhadora Beatriz Pinzón Solano, interpretada por Ana María Orozco, é uma competente economista de 26 anos, que sempre sofreu com sua aparência. A jovem que usava óculos de aros grossos, aparelho nos dentes e se vestia como uma mulher muito mais velha, ao  buscar uma posição profissional, era sempre preterida por outras candidatas mais bonitas do que ela.  Já cansada de buscar oportunidades na sua área de atuação, essa moça, conhecida  como Betty, se candidata ao posto de secretária na Eco Moda, uma organização empresarial do mundo da moda. Escolhida por Armando Mendoza, um belo empresário que  havia assumido há pouco tempo o cargo de presidente da empresa, Betty seria  a secretária ideal, porque não causaria ciúmes à sua bela noiva Marcela, além de ser a pessoa adequada para acobertar suas aventuras amorosas com as modelos do casting da companhia.
No dia a dia, com a convivência, Betty se apaixona perdidamente, em segredo,  por seu chefe, e acoberta seus casos para que ele sempre se saia bem. Além disso, diante de uma crise financeira da empresa, maquia o balanço para proteger seu grande amor já que ele não estava atingindo as metas necessárias para manter seu posto. Não satisfeito só com o maquiar dos balanços, Armando, confiante na lealdade de Betty, a envolve em uma jogada, criando uma empresa em seu nome, para que ela pudesse embargar a Eco Moda em caso de uma emergência com seus credores. Para assegurar a total lealdade da secretária, Armando instigado por seu amigo Mário decide, a contragosto, seduzi-la. Ela, frágil e desacostumada a ser amada, cai nas garras do patrão e passa a se encontrar com ele às escondidas. Para a surpresa de Armando, ele começa a se encantar de verdade por Betty, mesmo sem aceitar o fato, um amor genuíno cresce diariamente em seu coração,  ainda que envolvido em uma complicada trama de mentiras e armações.
Entretanto, antes de que Armando se dera conta e confessasse à Betty seu amor, ela descobre a armação dele com Mário e, magoada, entrega seu amor ao conselho da empresa. Betty parte pela porta dos fundos da Eco Moda, mas encontra na relações públicas Catalina uma amiga que a levará como assistente para trabalhar em Cartagena, o que acarretará uma transformação na sua maneira de olhar o mundo e de mirar a si mesma. Decidida, viaja com a nova chefa, deixando Armando desesperado e sem notícias suas. Na Eco Moda, enquanto isso, tudo está em ruínas, as dívidas afloram, a família está em crise, Armando termina o noivado com Marcela e sofre com a falta de Betty por  quem se descobriu perdidamente apaixonado. Mas uma grande reviravolta acontece na trama quando Betty, transformada, volta para salvar a empresa da bancarrota. Armando luta por ela, mas Betty teme que essa paixão não seja verdadeira. Trabalhando juntos outra vez, mas agora com ela no comando, eles descobrirão o valor do amor, do companheirismo e o valor de agir com ética, descobrindo que é preciso mais do que a simples beleza na construção de relações duradouras.

## Eco Moda
Este é o local de trabalho de Beatriz Pinzón Solano, a Betty, na novela Betty, a Feia. Também trabalham lá o grupo de secretárias chamadas de "O Quartel das Feias", o chefe e presidente da empresa, Armando Mendoza, Marcela, sua noiva, Hugo Lombardi, o estilista, Patrícia Fernandez, secretária incompetente e melhor amiga de Marcela, entre muitos outros. A novela se passa principalmente na Eco Moda. A trama de Betty, a Feia, mostra o desenvolvimento da gestão de Armando frente à empresa e os desastres financeiros nos quais acaba se colocando. Com a cumplicidade de Betty, Armando falsifica balanços para esconder as dívidas e a situação real da empresa, para não perder a presidência. Ao ver a situação complicada, empresta capital suficiente para a criação da Investimentos Terra Moda, por Betty. A nova empresa será a responsável por embargar a Eco Moda e evitar que ela seja entregue e partilhada pelos bancos. A trama também mostra o envolvimento afetivo de Armando e Betty e o jogo sujo no qual ele envolve a Feia para não perdê-la, com medo de que ela possa dar um golpe e assumir sozinha a Eco Moda.

## Elenco
| Intérprete             | Personagem                           |
| ---------------------- | ------------------------------------ |
| Ana María Orozco       | Beatriz Aurora Pinzón Solano (Betty) |
| Jorge Enrique Abello   | Armando Mendoza Sáenz                |
| Natalia Ramírez        | Marcela Valencia                     |
| Lorna Paz              | Patricia Fernández                   |
| Ricardo Vélez          | Mario Calderón                       |
| Mario Duarte           | Nicolás Flaminio Mora                |
| Stefanía Gomez         | Aura Maria Fuentes                   |
| Paula Peña             | Sofía de Rodríguez                   |
| Luces Velásquez        | Bertha de González                   |
| Dora Cadavid           | Inés de Ramírez (Inesita)            |
| Marcela Posada         | Sandra Patiño                        |
| María Eugenía Arboleda | Mariana Valdéz                       |
| Júlio César Herrera    | Freddy Stewart Contreras             |
| Celmira Luzardo        | Catalina Ángel                       |
| Luis Mesa              | Daniel Valencia                      |
| Julián Arango          | Hugo Lombardi                        |
| Jorge Herrera          | Hermes Pinzón Galarza                |
| Adriana Franco         | Julia Solano Galindo de Pinzón       |
| Kepa Amuchastegui      | Roberto Mendoza                      |
| Talú Quintero          | Margarita Sáenz De Mendoza           |
| Alberto León Jaramillo | Saúl Gutiérrez                       |
| Martha Isabel Bolaños  | Jenny García                         |
| Saúl Santa             | Efraín Rodríguez                     |
| David Ramírez          | Wilson                               |
| Luis Enrique Roldán    | Dr. Santamaría                       |
| Diego Cadavid          | Román                                |

### Participações especiais
| Intérprete          | Personagem             |
| ------------------- | ---------------------- |
| Taís Araújo         | Ela mesma              |
| Patrick Delmas      | Michel Doinel          |
| Scarlet Ortiz       | Alejandra Zing         |
| Pilar Uribe         | María Beatriz Valencia |
| Alberto Valdiri     | Gordito González       |
| Angeline Moncayo    | Karina Larson          |
| Verónica Ocampo     | Claudia Bosch          |
| César Mora          | Dr. Antonio Sánchez    |
| Elías Rima Nassiff  | Dr. Enrico Rosales     |
| Paulo Sanchez Neira | Ortiz                  |
| Armando Manzanero   | Ela mesma              |
| Cecilia Bolocco     | Ela mesma              |
| Charlie Zaa         | Ela mesma              |
| Laura Flores        | Ela mesma              |
| Ricardo Montaner    | Ela mesma              |
| Olga Tañon          | Ela mesma              |
| Adriana Arboleda    | Ela mesma              |
| Andrea Serna        | Ela mesma              |
| Franco De Vita      | Ela mesma              |
| Gisela Valcárcel    | Ela mesma              |
| Gloria Calzada      | Ela mesma              |

## Música
| Título                  | Intérprete                       | Gênero Musical   |
| ----------------------- | -------------------------------- | ---------------- |
| Se dice de mí           | Yolanda Rayo                     | Milonga          |
| Los chicos no lloran    | Miguel Bosé                      | Balada           |
| Locura mía              | Joe Cuba                         | Bolero           |
| Llorarás                | Oscar D’Leon                     | Salsa            |
| Si nos dejan            | Vicente Fernández / Luis Miguel  | Ranchera         |
| Solo con un beso        | Ricardo Montaner                 | Balada           |
| Yo sé que es mentira    | Amaury Gutiérrez                 | Pop Rock         |
| Religiones              | Mario Duarte                     | Rock em espanhol |
| Golpe de ala            | Mario Duarte                     | Rock em espanhol |
| Se dejaba llevar por ti | Diego Torres / Ketama (Chillout) | Balada romántica |
| Un buen perdedor        | Franco DeVita                    | Balada romántica |
| Bésame                  | Ricardo Montaner                 | Balada romántica |
| Somos novios            | Armando Manzanero e Olga Tañon   | Bolero           |

## Exibição

### No Brasil
A novela colombiana chegou a ser adquirida pela Rede Globo, no final de 2000, com a finalidade de impedir a sua exibição no Brasil pela sua principal concorrente na época, o SBT. A emissora carioca desembolsou 100 mil dólares, o equivalente a produção de um capítulo da novela global, para comprar os direitos de Yo soy Betty, la fea. Em entrevista a revista ISTOÉ daquele ano, o diretor de vendas internacionais da Rede Globo, Luís Alberto Simonetti, chegou à cogitar a possibilidade de realizar uma adaptação da novela colombiana, fato este que não acontecia desde a década de 1960.
O SBT poderia ter adquirido Yo soy Betty, la fea, através de um pacote de novelas colombianas e venezuelanas que adquiriu em 2000. Entre as novelas que a emissora de Silvio Santos comprou estavam: Kassandra (exibida em 2000), Café, con aroma de mujer (exibida em 2001), além das novelas Mundo de Fieras (1991, produção da Venevisión) e Quirpa de tres mujeres (1996, produção da Venevisión), ainda inéditas no Brasil. Em 2002, quando o SBT decidiu entrar na briga pelos direitos de Betty, A Feia, teria sido impedida pela Televisa, já que na época mantinha um contrato de exclusividade com a emissora mexicana.
Com isso, a RedeTV! conseguiu tirar da Rede Globo os direitos autorais, mas, para isso, teve que desembolsar 3 milhões de dólares entre direitos e tradução.
No Brasil foi exibida na RedeTV! entre 27 de maio de 2002 a 28 de junho de 2003, em 342 capítulos, e era exibida em horário nobre. A telenovela fez muito sucesso, considerada a maior audiência da história da RedeTV! até hoje (excluindo transmissões esportivas e programas próprios como Pânico na TV), chegando a marcar 10 pontos, terminando com média geral de 5,34 pontos, sendo substituída por Pedro o Escamoso.
Foi reprisada pela primeira vez de 29 de novembro de 2004 a 14 de março de 2006, em 337 capítulos, substituindo Gata Selvagem, totalizando mais de um ano no ar. Terminou com média geral de 1,1 ponto.
Foi reprisada pela segunda vez de 4 de março a 6 de dezembro de 2013, em 194 capítulos e em alta definição. A audiência oscilava entre 1 e 2 pontos diários, terminando com média geral de 1,24 pontos.
A novela atualmente está disponível no catálogo da Amazon Prime Video, e além de contar com a opção de legenda, a novela recebeu uma nova dublagem realizada no estúdio Universal Cinergia Dubbing - RJ com o elenco todo carioca (antes paulista), mantendo quase todos os dubladores da versão mexicana La fea más bella reprisando seus respectivos personagens agora na versão original.
Foi reexibida pelo canal pago TNT Novelas de 01 de julho de 2024 e 20 de fevereiro de 2025, em 169 capítulos, substituindo A Agência e sendo substituída por Prisão de Mentiras, ás 18h15. Essa exibição foi repaginada com uma nova dublagem e usou o título Eu Sou Betty, a Feia, sendo a tradução do original.

### Internacional
A novela foi vendida para 100 países, dublada em 15 idiomas, sendo uma das novelas mais exibidas no mundo. Seus direitos foram para emissoras de todo o mundo, que fizeram suas próprias versões. A versão mexicana La fea más bella, produzida pela Televisa, foi exibida no Brasil pelo SBT. Nos Estados Unidos a telenovela tornou-se uma série de grande sucesso com Ugly Betty, originalmente exibida pelo canal fechado Sony Entertainment Television, sendo também exibida pelo SBT. Em 2009, a RecordTV adaptou a novela, intitulada de Bela, a Feia, a qual recebeu diversas críticas no início de que estaria fugindo do seu texto original.

## Prêmios e Indicações

### Prêmios India Catalina
| Ano  | Categoría              | Indicação            | Resultado | Ref.          |
| ---- | ---------------------- | -------------------- | --------- | ------------- |
| 2000 | Melhor Telenovela      |                      | Venceu    | [ 10 ] [ 11 ] |
| 2000 | Melhor Atriz Principal | Ana María Orozco     | Venceu    | [ 10 ] [ 11 ] |
| 2000 | Melhor Ator Principal  | Jorge Enrique Abello | Indicado  | [ 10 ] [ 11 ] |
| 2000 | Melhor Autor           | Fernando Gaitán      | Venceu    | [ 10 ] [ 11 ] |
| 2000 | Revelação Artística    | Julio César Herrera  | Venceu    | [ 10 ] [ 11 ] |

### Prêmios TP de Oro (Espanha)
| Ano  | Categoría         | Indicação | Resultado | Ref.   |
| ---- | ----------------- | --------- | --------- | ------ |
| 2001 | Melhor Telenovela |           | Venceu    | [ 12 ] |

### Prêmios ACE (Estados Unidos)
| Ano  | Categoría                     | Indicação        | Resultado | Ref.   |
| ---- | ----------------------------- | ---------------- | --------- | ------ |
| 2001 | Melhor Programa Cênico        |                  | Venceu    | [ 13 ] |
| 2001 | Figura Internacional Femenina | Ana María Orozco | Venceu    | [ 13 ] |

### Prêmios TVyNovelas (Colômbia)
| Ano  | Categoría                | Indicação             | Resultado | Ref.   |
| ---- | ------------------------ | --------------------- | --------- | ------ |
| 2001 | Melhor Telenovela        | Fernando Gaitán       | Venceu    | [ 14 ] |
| 2001 | Melhor Atriz             | Ana María Orozco      | Venceu    | [ 14 ] |
| 2001 | Melhor Ator              | Jorge Enrique Abello  | Venceu    | [ 14 ] |
| 2001 | Melhor Atriz Coadjuvante | Natalia Ramirez       | Venceu    | [ 14 ] |
| 2001 | Melhor Ator Coadjuvante  | Luis Mesa             | Venceu    | [ 14 ] |
| 2001 | Melhor Atriz De Elenco   | Lorna Paz             | Venceu    | [ 14 ] |
| 2001 | Melhor Ator De Elenco    | Julián Arango         | Venceu    | [ 14 ] |
| 2001 | Melhor Autor             | Fernando Gaitán       | Venceu    | [ 14 ] |
| 2001 | Melhor Diretor           | Mario Ribero          | Venceu    | [ 14 ] |
| 2001 | Ator Revelação           | Julio César Herrera   | Venceu    | [ 14 ] |
| 2001 | Atriz Revelação          | Martha Isabel Bolaños | Venceu    | [ 14 ] |

### Prêmios INTE (Estados Unidos)
| Ano  | Categoría         | Indicação        | Resultado | Ref.   |
| ---- | ----------------- | ---------------- | --------- | ------ |
| 2002 | Melhor Telenovela |                  | Venceu    | [ 15 ] |
| 2002 | Atriz do Ano      | Ana María Orozco | Venceu    | [ 15 ] |

## Exibição Internacional
| País                 | Emissora                    | Ano                           | Título Local         |
| -------------------- | --------------------------- | ----------------------------- | -------------------- |
| Colômbia             | RCN                         | 1999 - 2001                   | Yo soy betty la fea  |
| Venezuela            | RCTV                        | 2000                          | Yo soy betty la fea  |
| Venezuela            | Televen                     | -                             | Yo soy betty la fea  |
| Chile                | Canal 13                    | 2001/2018                     | Yo soy betty la fea  |
| Chile                | La Red                      | -                             | Yo soy betty la fea  |
| Espanha              | Antena 3                    | 1999 - 2001                   | Yo soy betty la fea  |
| Espanha              | Nova                        | 2019                          | Yo soy betty la fea  |
| Equador              | Gamavisíon                  | -                             | Yo soy betty la fea  |
| Equador              | TC Television               | -                             | Yo soy betty la fea  |
| Equador              | Canal Uno                   | -                             | Yo soy betty la fea  |
| Equador              | Teleamazonas                | -                             | Yo soy betty la fea  |
| Peru                 | Panamericana Televisíon     | 2000 - 2001                   | Yo soy betty la fea  |
| Peru                 | ATV                         | -                             | Yo soy betty la fea  |
| Peru                 | Frequencia Latina           | 2014                          | Yo soy betty la fea  |
| Costa Rica           | Repretel                    | -                             | Yo soy betty la fea  |
| El Salvador          | Telecorporacíon Salvadoreña | -                             | Yo soy betty la fea  |
| Guatemala            | Canal 3                     | -                             | Yo soy betty la fea  |
| Guatemala            | Guatevisíon                 | -                             | Yo soy betty la fea  |
| Honduras             | Canal 5                     | -                             | Yo soy betty la fea  |
| Nicarágua            | Televicentro                | -                             | Yo soy betty la fea  |
| Nicarágua            | TV RED                      | -                             | Yo soy betty la fea  |
| México               | Gala TV                     | -                             | Yo soy betty la fea  |
| México               | El Canal de las Estrellas   | -                             | Yo soy betty la fea  |
| Panamá               | Telemetro                   | -                             | Yo soy betty la fea  |
| Panamá               | NEXtv                       | -                             | Yo soy betty la fea  |
| Estados Unidos       | Univision                   | -                             | Yo soy betty la fea  |
| Estados Unidos       | Telefutura                  | -                             | Yo soy betty la fea  |
| Estados Unidos       | MundoFOX                    | -                             | Yo soy betty la fea  |
| Estados Unidos       | Telemundo                   | -                             | Yo soy betty la fea  |
| Argentina            | Telefe                      | -                             | Yo soy betty la fea  |
| Argentina            | Canal 9                     | -                             | Yo soy betty la fea  |
| Argentina            | Magazine                    | -                             | Yo soy betty la fea  |
| Brasil               | Rede TV!                    | 2002-2003, 2004-2006 e 2013   | Betty, a Feia        |
| Brasil               | TNT Novelas                 | 2024-2025                     | Eu Sou Betty, a Feia |
| Itália               | Happy Chanel                | -                             | Betty la fea         |
| Romênia              | Acasa TV                    | -                             | Betty la fea         |
| Paraguai             | SNT                         | 2001, 2004 e 2016             | Yo soy betty la fea  |
| Paraguai             | Paravision                  | -                             | Yo soy betty la fea  |
| Bolívia              | Unitel                      | -                             | Yo soy betty la fea  |
| Bolívia              | Bolivision                  | -                             | Yo soy betty la fea  |
| Bolívia              | Cadena A Red Nacional       | -                             | Yo soy betty la fea  |
| Polônia              | TVN                         | -                             | -                    |
| República Dominicana | Tele Antilhas               | -                             | Yo soy betty la fea  |
| República Dominicana | Telesistema                 | 2000, 2004, 2007, 2009 e 2016 | Yo soy betty la fea  |
| Hungria              | TV2                         | -                             | -                    |
| Uruguai              | Canal 4                     | -                             | Betty la fea         |
| Israel               | Canal Viva                  | -                             | -                    |
| Rússia               | RTVi                        | -                             | -                    |
| Eslovênia            | POP TV                      | -                             | -                    |
| Japão                | Super! Drama TV!            | -                             | -                    |
| Filipinas            | GMA Network                 | -                             | -                    |
| Indonésia            | RCTI                        | -                             | -                    |

## Sequências e spin-off

### Ecomoda
O sucesso de Yo soy Betty, la fea levou à sua primeira sequência intitulada Ecomoda. Estreou pela primeira vez na Univision em 2 de dezembro de 2001, concluindo em 2 de junho de 2002. Algumas cenas do primeiro episódio foram filmadas em Buenos Aires, e algumas cenas da sequência de abertura foram filmadas em Miami, Flórida. Na Colômbia, a série estreou em 21 de maio de 2002, No Brasil a série ainda é Inédita.

### Betty Toons
Betty Toons é uma série de televisão animada que apresenta Betty quando criança com seus amigos. Foi ao ar na RCN Televisión entre 2002 e 2003. 

### Betty, la fea: la historia continúa
Em julho de 2023, foi anunciado que a Amazon Prime Video havia encomendado uma sequência. A série, intitulada Betty a Feia: A História Continua estreou em 19 de julho de 2024.

## Remakes internacionais
| Ano  | País           | Título                | Personagem                        | Atriz              | Formato    | Idioma         | Emissora          |
| ---- | -------------- | --------------------- | --------------------------------- | ------------------ | ---------- | -------------- | ----------------- |
| 2003 | Índia          | Jassi Jassi Koi Nahin | Jasmeet Walia                     | Mona Singh         | Série      | Hindi          | Sony              |
| 2003 | Israel         | Esti Ha'mechoeret     | Esti Ben-David                    | Riki Blich         | Telenovela | Hebraico       | Sony              |
| 2005 | Turquia        | Sensiz Olmuyor        | Gönül Üstünsoy                    | Özlem Conker       | Série      | Turco          | Show TV / Kanal D |
| 2005 | Alemanha       | Verliebt in Berlin    | Lisa Plenske                      | Alexandra Neldel   | Série      | Alemão         | Sat.1             |
| 2005 | Rússia         | Ne rodis krasivoy     | Katya Pushkaryova                 | Nelli Uvarova      | Série      | Russo          | STS               |
| 2006 | México         | La fea más bella      | Letícia "Letty" Padilla Solis     | Angélica Vale      | Telenovela | Espanhol       | Televisa          |
| 2006 | Países Baixos  | Lotte                 | Lotte Pronk                       | Nyncke Beekhuyzen  | Telenovela | Neerlandês     | Talpa             |
| 2006 | Espanha        | Yo soy Bea            | Bea Pérez Pínzon                  | Ruth Nuñez         | Série      | Espanhol       | Telecinco         |
| 2006 | Estados Unidos | Ugly Betty            | Beatriz "Betty" U. Suárez         | America Ferrera    | Série      | Inglês         | ABC               |
| 2007 | Bélgica        | Sara                  | Sara de Roose                     | Veerle Baetens     | Telenovela | Flamenco       | VTM               |
| 2007 | Grécia         | Maria, i Aschimi      | Maria Papasotiriou                | Aggeliki Daliani   | Telenovela | Grego          | Mega              |
| 2007 | Sérvia         | Ne daj se, Nina       | Nina Brlek                        | Lana Gojak         | Série      | Servo-Croata   | FOX Television    |
| 2007 | Croácia        | Ne daj se, Nina       | Nina Brlek                        | Lana Gojak         | Série      | Servo-Croata   | RTL Television    |
| 2008 | Vietname       | Cô gái xấu xí         | Huyen Dieu                        | Ngoc Hiep          | Série      | Vietnamita     | VTV3              |
| 2008 | Chéquia        | Ošklivka Katka        | Katka Bertoldová                  | Kateřina Janečková | Série      | Tcheco         | TV Prima          |
| 2008 | Filipinas      | I Love Betty La Fea   | Beatrice "Betty" Pengson          | Bea Alonso         | Telenovela | Filipino       | ABS-CBN           |
| 2008 | China          | Chou Nu Wu Di         | Lin Wu Di                         | Li Xin Ru          | Série      | Mandarim       | Hunan TV          |
| 2008 | Polónia        | BrzydUla              | Ula Cieplak                       | Julia Kamińska     | Série      | Polaco         | TVN               |
| 2009 | Brasil         | Bela, a Feia          | Anabela "Bela" Palhares           | Giselle Itié       | Telenovela | Português      | RecordTV          |
| 2010 | Geórgia        | Gogona Gareubnidan    | Tamuna Chelidze                   | Tika Makharadze    | Série      | Georgiano      | TV11              |
| 2011 | Malásia        | Misi Betty            | -                                 | Siti Fazurina      | Série      | Malaio         | TV9               |
| 2013 | Equador        | Veto, el feo          | Beto                              | Efraín Ruales      | Sitcom     | Espanhol       | Ecuavisa          |
| 2014 | Egito          | Heba, Regl Elghorab   | Heba Shoier                       | Amy Samir Ghanem   | Série      | Árabe          | CBC               |
| 2015 | Tailândia      | Ugly Betty            | Pratchayanan "Babymind" Suwanmani | Piyarat Kaljaruek  | Série      | Tailandês      | ThairathTV        |
| 2019 | Estados Unidos | Betty en NY           | Beatriz Aurora Rincón Lozano      | Elyfer Torres      | Telenovela | Espanhol       | Telemundo         |
| 2020 | Argélia        | Timoucha              | Timoucha                          | Mina Latcher       | Série      | Árabe argelino | EPTV              |
| 2021 | África do Sul  | uBettina Wethu        | Bettina "Betty"                   | Farieda Metsileng  | Série      | Inglês         | SABC 1            |
| 2024 | Brasil         | Blogueirinha, a Feia  | Blogueirinha                      | Bruno Matos        | Webnovela  | Português      | Dia TV            |